# 駄場寛
駄場 寛（だば かん、1956年 - ）はイラストレーター、CGデザイナー。通称ダバカン。愛媛県出身。大阪芸術大学デザイン学科卒。上京後、出版社などを経てフリーとなる。

## 著書
- ダバカンのSTRATAビュンビュン3Dグラフィック―完全把握STRATA StudioPro!    Mac power books
- ダバカンワールド　CGパラダイススタジオ
- ダバカンのようこそ3Dグラフィックパラダイス―STRATAスクール開講!    Mac power books
- ストラタスター
- ダバカンのCGアニメーション入門
- STRATA Star―STRATA PetiteVision3D&VISION3d徹底活用講座  Forest computer books

## ビデオ
- DAVAKAN3D学園　入門編
- DAVAKAN3D学園　応用編

## 作品集
- 電脳楽園